# Galium anisophyllon
Galium anisophyllon es una especie de planta fanerógama perteneciente a la familia de las rubiáceas.

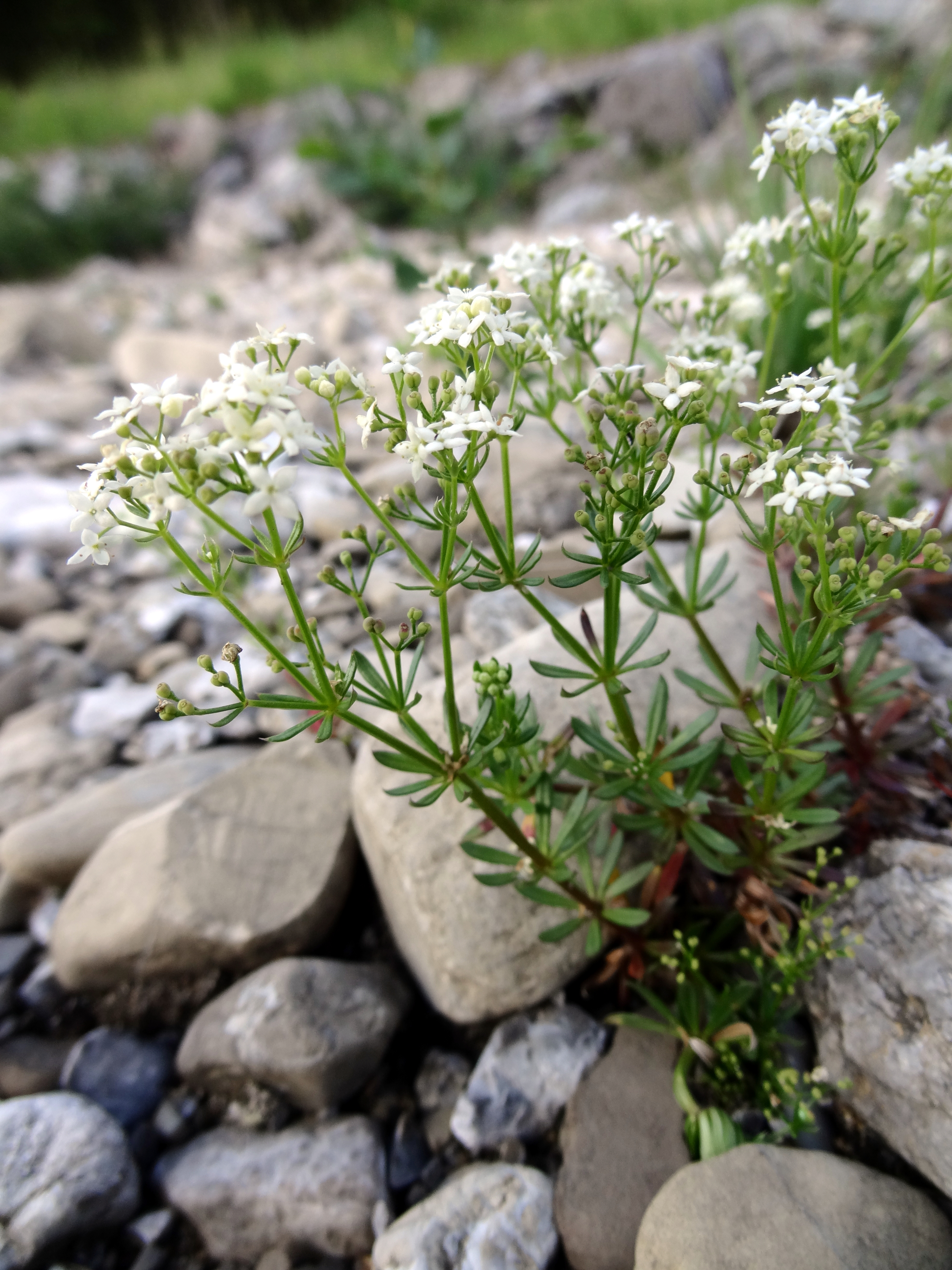
En su hábitat

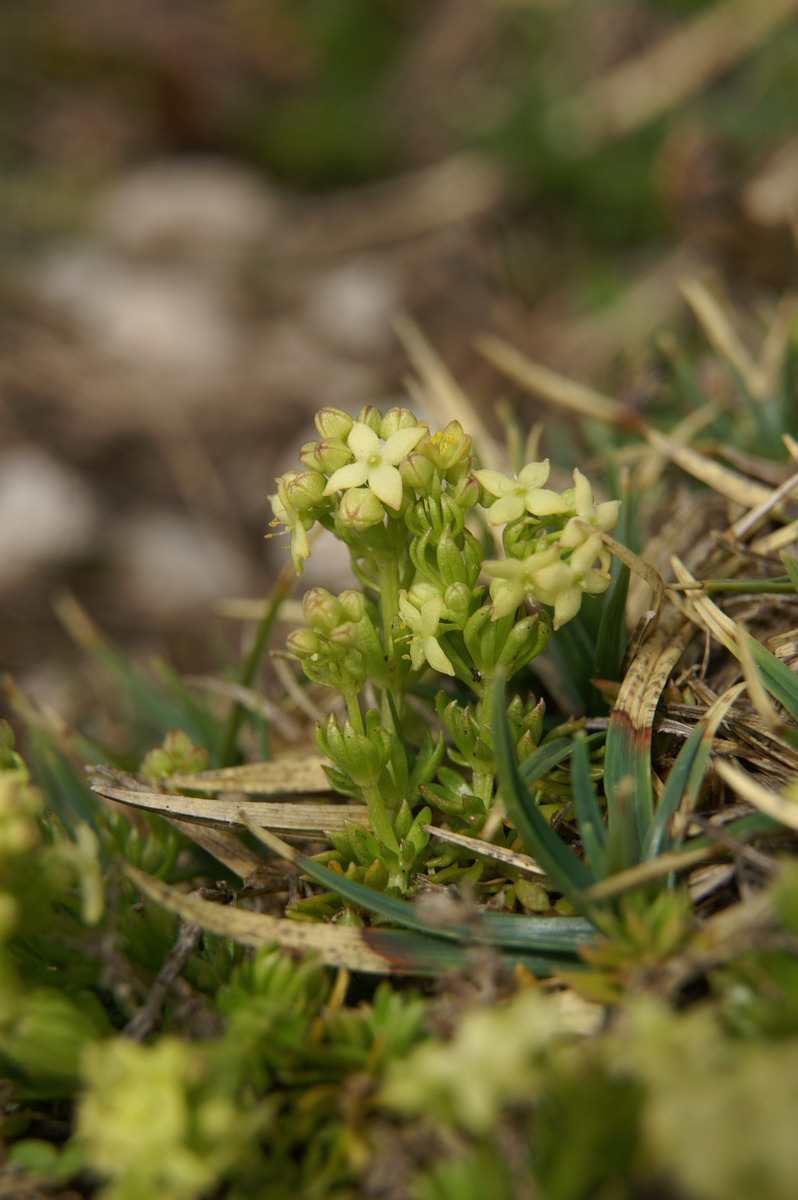
Vista de la planta

## Descripción
Galium anisophyllon puede alcanzar un tamaño de 5-25 centímetros de altura. Es una planta herbácea con tallo cuadrangular y ramificado, las hojas son oblongas o lanceoladas lineales, de 15 mm de largo y 2 mm de ancho. Las flores son de color blanco a blanco amarillento, se presentan en umbelas sueltas. La corola es de hasta 4 mm de ancho. Florece de junio a septiembre. 

## Distribución y hábitat
Galium anisophyllon está muy extendida en el centro y sur de Europa desde Francia a Polonia y Ucrania. Está presente en las montañas, en los prados, en grietas rocosas y en los bosques, a altitudes superiores a 1.000 m.

## Taxonomía
Galium anisophyllon fue descrita por Dominique Villars y publicado en  Prosp. Hist. Pl. Dauphiné 20 1779.
Etimología
Galium: nombre genérico que deriva de la palabra griega gala que significa "leche", en alusión al hecho de que algunas especies fueron utilizadas para cuajar la leche.
anisophyllon: epíteto latíno que significa "con hojas desiguales".
Variedad aceptada
- Galium anisophyllon subsp. plebeium (Boiss. & Heldr.) Ehrend.

Sinonimia
- Galium alpestre Gaudin ex Roem. & Schult.
- Galium anisophyllon subsp. anisophyllon
- Galium argenteum Rchb. ex Nyman
- Galium aureum subsp. umbellulatum (Velen.) Nyman
- Galium bocconii J.F.Gmel.
- Galium bocconii All.
- Galium bocconii var. micranthum Duby
- Galium commune f. alpestre (Gaudin ex Roem. & Schult.) Rouy
- Galium commune subsp. anisophyllon (Vill.) Rouy
- Galium commune var. genuinum Rouy
- Galium commune var. oxyphyllum (Wallr.) Rouy
- Galium ehrendorferi Á.Löve & D.Löve
- Galium multicaule Schur
- Galium multicaule var. eriophyllum Wallr.
- Galium multicaule var. oxyphyllum Wallr.
- Galium multicaule var. polyphyllum Wallr.
- Galium pumilum subsp. tenue (Vill.) Rouy
- Galium sylvestre var. alpestre (Gaudin ex Roem. & Schult.) Gaudin
- Galium tenue Vill.
- Galium umbellatum var. oxyphyllum (Wallr.) Rouy
- Galium umbellulatum Velen.[4]